# Klaus Humann
Klaus Humann (* 7. Juni 1950 in Bergen) ist ein deutscher Verleger, Autor und Herausgeber.

## Leben
Klaus Humann machte nach dem Abitur eine Lehre als Verlagsbuchhändler beim Rowohlt Verlag. Nach diversen Jobs kehrte er 1974 dorthin als Lektor für das politische Sachbuch (Rowohlt Aktuell) und als Herausgeber von Musikbüchern (Rock Session) zurück. 1986 bis 1991 war er freier Lektor und Literaturagent. 1991 wechselte Humann zum Luchterhand Literaturverlag, wo er als Lektor für die Sammlung Luchterhand tätig war. 1993 ging er zum S. Fischer Verlag, wo er das Kindertaschenbuch-Programm Fischer Schatzinsel entwickelte. 1997 wurde Humann Verleger des Hamburger Carlsen Verlag. Unter seiner Leitung hat der Verlag große Erfolge zu verzeichnen, unter anderem als deutscher Verlag der Harry-Potter-Bücherreihe von Joanne K. Rowling und der Bis(s)-Reihe von Stephenie Meyer. Im April 2012 verließ Humann den Carlsen Verlag und gründete den Aladin-Verlag mit Sitz in Hamburg, der seit Frühjahr 2013 ein jährlich rund 40 Titel umfassendes Bilderbuch- und Kinderbuchprogramm herausbringt. Im März 2018 teilte die Verlagsgruppe Bonnier Deutschland mit, dass Humann Ende 2018 in den Ruhestand geht.

## Trivia
Humann ist verheiratet mit der Kulturmanagerin Mónica Hahn-Humann, das Paar hat zwei Söhne. Humann ist leidenschaftlicher Tennis-Spieler.

## Auszeichnungen
- Verleger des Jahres 2009

## Veröffentlichungen
- mit Jörg Gülden: Rock Session 1. Magazin der populären Musik. Rowohlt, Reinbek 1977. ISBN 3-499-17086-8.
- mit Jörg Gülden: Rock Session 2. Magazin der populären Musik. Rowohlt, Reinbek 1978. ISBN 3-499-17156-2.
- als Herausgeber: Fußball und Folter. Argentinien '78. Rowohlt, Reinbek 1978. ISBN 3-499-14356-9.
- mit Carl-Ludwig Reichert: Rock Session 3. Magazin der populären Musik. Rowohlt, Reinbek 1979. ISBN 3-499-17270-4.
- mit Carl-Ludwig Reichert: Rock Session 4. Magazin der populären Musik. Rowohlt, Reinbek 1980. ISBN 3-499-17358-1.
- als Herausgeber: Mit Hammer und Säge: Strauß und seine Karikaturen. Rowohlt, Reinbek 1980. ISBN 3-499-14641-X.
- mit Walter Hartmann und Carl-Ludwig Reichert: Rock Session 5. Magazin der populären Musik. John Lennon (1940-1980). Rowohlt, Reinbek 1981.
- mit Carl-Ludwig Reichert: EuroRock. Länder und Szenen. Ein Überblick. Rowohlt, Reinbek 1981. ISBN 3-499-17460-X.
- mit Klaus Frederking: Rock Session 7. Das Magazin der populären Musik. Thema: Schwarze Musik. Rowohlt, Reinbek 1983. ISBN 3-499-17687-4.
- als Herausgeber: Das Rowohlt-Lesebuch der Rockmusik. Rowohlt, Reinbek 1984. ISBN 3-499-15213-4.
- als Herausgeber: Welt aktuell '86 -- Das andere Jahrbuch. Rowohlt, Reinbek 1985. ISBN 3-499-15637-7.
- mit Ingke Brodersen und Susanne von Paczensky: 1933: Wie die Deutschen Hitler zur Macht verhalfen. Ein Lesebuch für Demokraten. Rowohlt, Reinbek 1986. ISBN 3-499-15118-9.
- als Herausgeber: terre des hommes. Hilfe für Kinder in Not. Vom Handeln im Widerspruch. Rowohlt, Reinbek 1987. ISBN 3-498-03318-2.
- Wir sind das Geld. Wie die Westdeutschen die DDR aufkaufen. Rowohlt, Reinbek 1990. ISBN 3-499-12925-6.
- als Herausgeber: Das Anti-AIDS-Buch. Nach der Formel-Eins-Sendung. Fischer, Frankfurt am Main 1990. ISBN 3-596-27604-7.
- mit Jürgen Schadeberg: Drum. Die fünfziger Jahre. Bilder aus Südafrika. Rogner & Bernhard bei Zweitausendeins, 1991.
- als Herausgeber: „Denk ich an Deutschland ...“: Menschen erzählen von ihren Hoffnungen und Ängsten. Luchterhand, Hamburg 1991. ISBN 3-630-71007-7.
- Englisch schimpfen. Beleidigungen, Flüche, Sauereien. Eichborn, Frankfurt am Main 1991. ISBN 3-8218-1968-5.
- Französisch schimpfen. Beleidigungen, Flüche, Sauereien. Eichborn, Frankfurt am Main 1991. ISBN 3-8218-1969-3.
- Italienisch schimpfen. Beleidigungen, Flüche, Sauereien. Eichborn, Frankfurt am Main 1991. ISBN 3-8218-1970-7.
- Spanisch schimpfen. Beleidigungen, Flüche, Sauereien. Eichborn, Frankfurt am Main 1991. ISBN 3-8218-1971-5.
- Liebesschwüre Englisch. Komplimente, Koseworte, Schmeicheleien. Eichborn, Frankfurt am Main 1991. ISBN 3-8218-2034-9.
- Liebesschwüre Französisch. Komplimente, Koseworte, Schmeicheleien. Eichborn, Frankfurt am Main 1991. ISBN 3-8218-2035-7.
- Liebesschwüre Italienisch. Komplimente, Koseworte, Schmeicheleien. Eichborn, Frankfurt am Main 1991. ISBN 3-8218-2036-5.
- Liebesschwüre Spanisch. Komplimente, Koseworte, Schmeicheleien. Eichborn, Frankfurt am Main 1991. ISBN 3-8218-2037-3.
- mit Woody Allen: Allen für alle. Seine besten Stories. Luchterhand, Hamburg 1992. ISBN 3-630-71053-0.
- als Herausgeber: Schweigen ist Schuld. Ein Lesebuch der Verlagsinitiative gegen Gewalt und Fremdenhaß . Piper, München 1993. ISBN 3-492-04000-4.
- Walk on the Wild Side. Rock-Geschichten. Luchterhand, Hamburg 1993. ISBN 3-630-71137-5.
- als Herausgeber: Night drive: modern German short stories. Serpent’s Tail, London 1996. ISBN 1-85242-210-6.